# Lawenda wąskolistna
Lawenda wąskolistna, l. lekarska (Lavandula angustifolia), zwana też czasami l. wonną, bławatką, czyszczeczem (nazwy ludowe) – gatunek rośliny z rodziny jasnotowatych. Pochodzi z basenu Morza Śródziemnego (Francja, Hiszpania, Andora, Włochy). Jest uprawiana w wielu krajach świata, również w Polsce.

## Morfologia
PokrójPółkrzew o wysokości od 50 do 90 cm. Pędy wzniesione, w dolnej części zdrewniałe, górą zielone, pokryte srebrzystymi włoskami.
LiścieNaprzeciwległe, wąskolancetowate do równowąskich, całobrzegie o podwiniętych brzegach, całe pokryte srebrzystym kutnerem.
KwiatyZebrane w poprzerywany kwiatostan. Kwiaty zebrane w nibyokółkach, osadzone po 3–5 w pachwinach liści. Kolor purpurowoliliowy do fioletowego, u podgatunków i odmian uprawnych także biały i różowy. Kielich o barwie ciemnoszarej do ciemnopurpurowej, 5-działkowy.
KorzeńWiązkowy, silnie rozgałęziony, osiągający ponad 2 m.

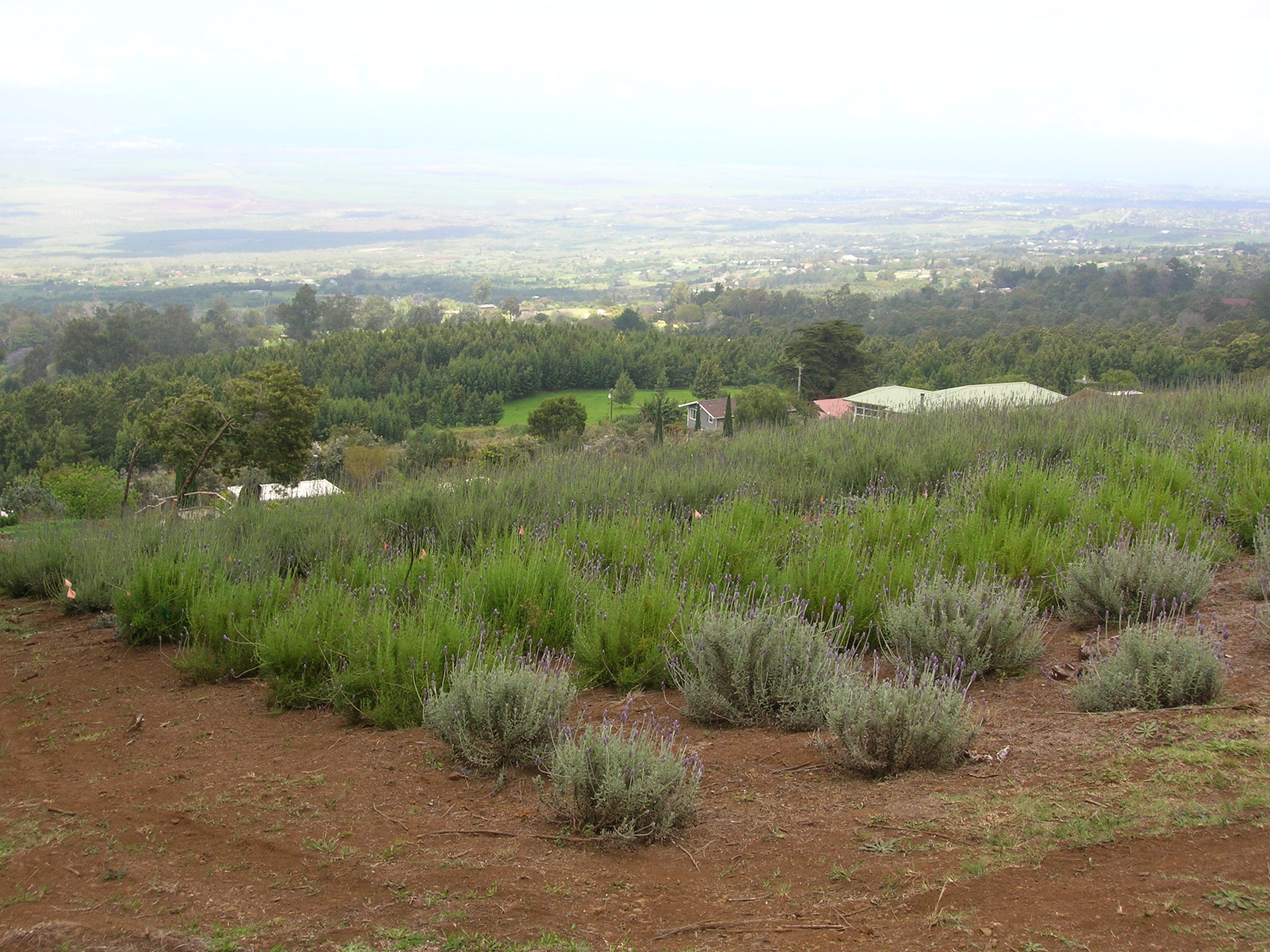
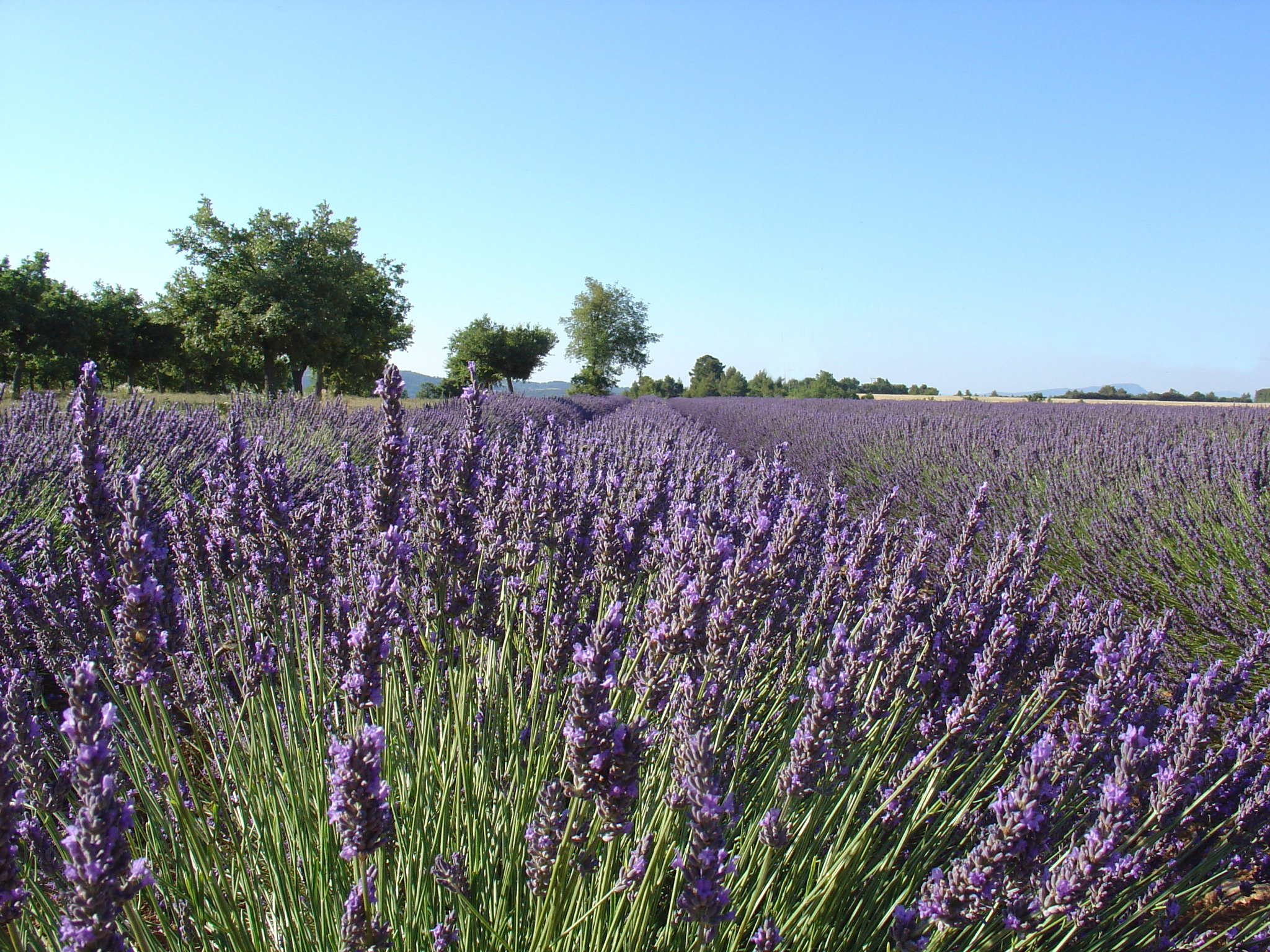
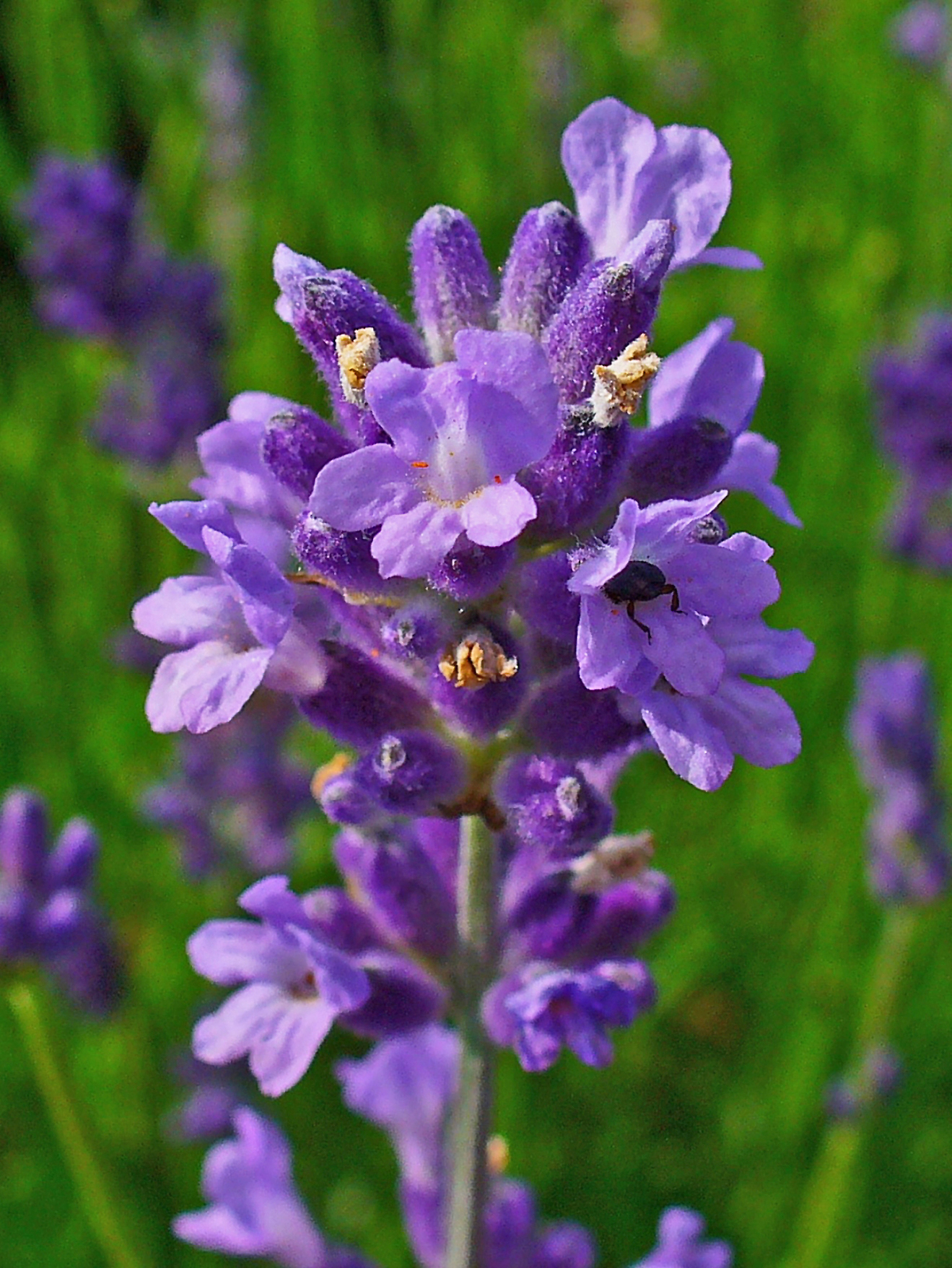
Kwiatostan

## Biologia i ekologia
Kwitnie od lipca do sierpnia. Lubi gleby przepuszczalne, łatwo ogrzewające się, dlatego przemysłowa uprawa jest rozwinięta na południu kraju. W surowe bezśnieżne zimy przemarza, ale łatwo odrasta, co jednak skutkuje zmniejszeniem plonu kwiatów.

## Odmiany
- Hidcote Blue
- Munstead
- Dwarf Blue
- Blue Scent
- Lavander Lady
- Rosea – różowe kwiaty
- Nana Alba – białe kwiaty
- Aromatico Blue

## Zastosowanie

### Roślina lecznicza
Surowiec zielarskiKwiat lawendy (Lavandulae flos) – wysuszony kwiat o zawartości minimum 13 ml/kg olejku eterycznego.
Skład chemicznyKwiaty zawierają olejek eteryczny (w jego skład wchodzą: linalol, geraniol, furfurol, pinen, cyneol, borneol) oraz barwniki (antocyjany), garbniki, cukry, związki mineralne.
DziałanieZarówno surowiec jak i olejek mają działanie przeciwskurczowe, uspokajające i antyseptyczne. Jako środek żołądkowy działa wiatropędnie, jednocześnie poprawiając trawienie.

### Kosmetyka
Kwiaty służą do sporządzania toników dla wrażliwej i delikatnej skóry. Przyspieszają one regenerację naskórka, działają antyseptycznie i przeciwtrądzikowo.

### Roślina ozdobna
Chętnie sadzona w ogrodach, wykorzystywana do nadawania zapachu pościeli i bieliźnie.

### Roślina miododajna
W regionie śródziemnomorskim pszczoły produkują z lawendy miód.

## Uprawa
Gatunek jest dość wrażliwy na mrozy, choć niektóre z odmian cechują się wyższą mrozoodpornością. W polskich warunkach wymaga lekkiego okrycia w czasie mroźnych zim. Uprawiany powinien być na glebach gliniastych, ale próchnicznych, w miejscach nasłonecznionych i suchych. 
Rozmnażany jest z nasion albo za pomocą sadzonek pędowych i rozłogów pozyskiwanych wiosną lub późnym latem. 
Dla uzyskania zwartego pokroju i obfitego kwitnienia lawenda wymaga systematycznego przycinania. Formowanie rośliny należy zacząć tuż po posadzeniu. Rośliny w pierwszym roku wzrostu skraca się o połowę, dzięki czemu u podstawy wypuszczają liczne nowe pędy. Wiosną należy usunąć tylko chore pędy i delikatnie skrócić pozostałe formując pokrój rośliny. Istotne jest przycinanie roślin tuż po kwitnieniu. Przycinać należy młode pędy – starsze źle znoszą skracanie.